# Aethes albogrisea
Aethes albogrisea es una especie de polilla del género Aethes, categorizada en la tribu Cochylini, de la subfamilia Tortricinae.

## Distribución
Se distribuye por Ecuador.

## Taxonomía
Fue descrita por Razowski & Wojtusiak en 2009 y publicada en (Aethes), Acta Zool. Cracov. 51B: 125.